# Пекпулатово
Пекпула́тово (рос. Пекпулатово, марій. Пекпулат) — присілок у складі Сернурського району Марій Ел, Росія. Входить до складу Верхньокугенерського сільського поселення.

## Населення
Населення — 28 осіб (2010; 30 у 2002).
Національний склад (станом на 2002 рік):
- марі — 97 %